# Anna Rydgren
Anna Rydgren, född 18 mars 1969 i Solna församling, är en svensk skådespelare, sångare, musikalartist och programledare.

## Medverkan i urval

### TV
- 1997 – Salve, som Katarina Örnfot[2]
- 1998 – Sagan om... (repris 2002), flera roller[3]
- 2003–2004 – Mobilen (Barnkanalen), programledare[4]

### Teater
- 2002 – Jämra stockholmare (Stockholms stadshus)[5]
- 2010 – Charleys tant (Odéonteatern)[6]